# Tây Lâm Tự
 Tây Lâm Tự  (Nhật ngữ : さいりんじ) vị trí tại Quận OSAKAThị trấn HABIKINO là Chùa của Cao Dã Sơn Chân Ngôn Tông. Sơn hiệu là Hướng Nguyên Sơn. Thờ Bổn Tôn Phật Dược Sư tượng đứng (lập tượng).

## Lịch sử
Vào nửa đầu thế kỷ thứ 7 Tây Lâm Tự do hậu duệ của Nishi Bunko (Tây Văn Thị) là học giả Vương Nhân người đến từ nước Bách Tề (nay là Triều Tiên) xây dựng thành lập. Vào thời điểm thành lập ban đầu có phạm vi khu vực lớn hơn Tự viện hiện nay (hướng Đông Tây dài 109m, hướng Nam Bắc dài 218m),  cùng với Cung Nam Ba và Asuka tất cả mặt tiền đều cùng hướng về con đường cổ xưa nhất Nhật Bản đường Takeuchi.Bên trong đình viện đặt phiến đá đã từng được dùng làm móng tòa tháp cao gần 2m, trọng lượng hơn 27 tấn,đây là phiến đá dùng làm móng lớn nhất của tòa tháp thời kỳ Asuka, là vật kiến trúc xây dựng thuở ban đầu, với vị trí tòa tháp hướng Đông, vị trí Kim đường hướng Tây với cấu tạo hình dáng xây dựng theo Pháp Khởi Tự. Khai quật trong tự viện thì thấy lối kiến trúc ban đầu trên nóc trang trí theo hình mống mắt (iris) Nhật ngữ.
Tây Lâm Tự Văn Vĩnh chú ký  (còn gọi Tây Lâm Tự duyên khởi, Những tài liệu thư tịch theo dõi bao gồm bút lục) đều là các tài liệu văn học liên quan đến lịch sử của tự viện, đó là vào thời đại Kamakura Văn Vĩnh năm thứ 8 (năm 1271) nhà sư tên là Yu Zhe (cháu ngoại của Trí Tuệ), đã dựa vào những thư văn cổ, văn tự khắc trên đá được lưu truyền trong tự viện lúc bấy giờ biên soạn mà thành. Trong sách biên soạn đó có trích dẫn những ghi chú của "Nhật ký Tenpyo năm thứ 15 tháng 12" (Tenpyo năm thứ 15 tức là năm 743), kiến tạo Tây Lâm Tự là vào năm Kỷ Mão Thiên hoàng Kimmei (Kinmei năm thứ 20. năm 559),tuy nhiên qua khai quật được hình thức về niên đại những loại gốm ngói trong tự viện, thì ông Makoto Ueda chủ trương cho rằng một lục hoa giáp sau 10 Thiên Can 12 Địa Chi tức 60 năm sau Thiên hoàng Suiko năm Kỷ Mão (Kinmei năm thứ 27năm 619 mới thực tế là năm sáng lập. Đồng thời ông Nasaya Sasagawa cũng chủ trương rằng gia tộc Nishifumi là gia tộc thân cận với Kinmei Thiên hoàng, sau khi Kinmei Thiên Hoàng đã chết dược 50 năm thì trước đó một năm, tức là vào năm Kỷ Mão của thời Suiko Thiên Hoàng, để kỷ niệm Kinmei Thiên Hoàng mà sáng lập xây dựng tự viện này.                                                    
Do chiến tranh Thời kỳ Azuchi-Momoyama cùng Thời kỳ Minh Trị với chính sách phế Phật hủy Thích hầu như các tháp xây dựng trước thời Trung cổ đều bị hủy hoại và mất hết.

## Kiến trúc
- Bổn Đường
- Tây Môn (Cửa Tây)
- Ngũ Luân Tháp

## Địa điểm
- 583-0852 Quận Osaka Koichi Habikino 2-3-2

## Phương thức giao thông
- gần tuyến đường sắt Nam Osaka từ trạm Cổ Thị (Furuichi) đi bộ khoảng 6 phút.